# Skrea
Skrea est un village et paroisse en Halland, Suède. La première mention de Skrea date de 1447.

## Démographie
En 2018, la population était de 2 129 habitants.